# Paradinas de San Juan
Paradinas de San Juan település Spanyolországban, Salamanca tartományban.  Lakosainak száma 384 fő (2024).

## Népesség
A település népessége az elmúlt években az alábbi módon változott:
| Lakosok száma | 640  | 585  | 540  | 501  | 452  | 423  | 413  | 396  | 395  | 384  |
|               | 2001 | 2004 | 2007 | 2009 | 2012 | 2014 | 2017 | 2019 | 2022 | 2024 |